# دژوار
دژوار (انگلیسی: Dewar's) شرکت نوشیدنی اسکاتلندی است، که در سال ۱۸۴۶ تأسیس شد.

## منابع

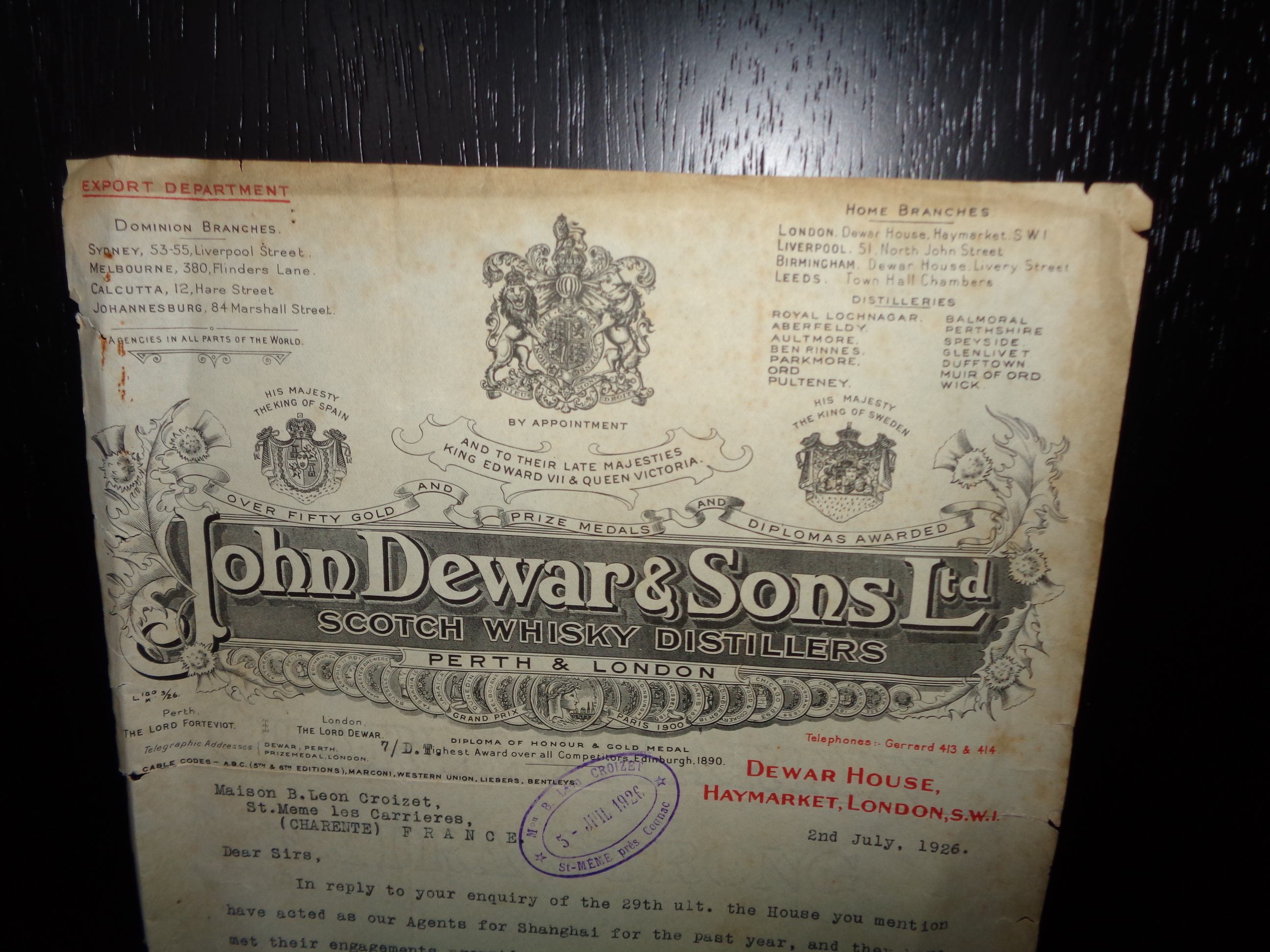
John Dewar & Sons 1926